# Oratorio di San Nicolao (Lostallo)
L'oratorio di San Nicolao è situato a Cabbiolo, frazione del comune di Lostallo, nel Canton Grigioni, in Svizzera. 

## Storia
L'oratorio seicentesco, consacrato nel 1611, fu rinnovato nel 1931 e restaurato nel 1952-1953 e nel 1977. 

## Descrizione
L'edificio è a pianta longitudinale con coro rettangolare; il campanile ha il tetto piramidale.
Le pareti esterne conservano gli affreschi raffiguranti la Madonna tra san Nicolao e santa Maria Maddalena e San Cristoforo protettore dei viandanti.
All'interno, la navata è coperta da un soffitto ligneo del 1931, mentre il coro è coperto con volta a crociera con stucchi barocchi.
Sono presenti affreschi e dipinti seicenteschi e ottocenteschi, tre altari in stucco degli anni 1756-1776 circa e una statua lignea di San Fedele del XVII secolo. Il fonte battesimale ha un coperchio poligonale in legno del 1648. Il pulpito rettangolare è datato al 1733.